# Samsung Galaxy S Duos
De Samsung Galaxy S Duos is een smartphone van het Zuid-Koreaanse concern Samsung en werd in september van 2012 uitgebracht. De telefoon wordt in het wit, zwart en la fleur (roodachtig) verkocht.

## Software
Het toestel maakt gebruik van het besturingssysteem Android versie 4.0. Net zoals de fabrikanten HTC en Sony gebruikt ook Samsung een eigen grafische Android-interface, namelijk TouchWiz.

## Hardware
Het toestel heeft een tft-lcd-touchscreen met een diagonaal van 4 inch met een resolutie van 800 x 480 pixels, wat uitkomt op een pixeldichtheid van 233 pixels per inch. Het scherm kan 16 miljoen kleuren weergeven. De S Duos heeft een singlecore-processor van 1 GHz met een werkgeheugen van 768 MB. Het toestel heeft 4 GB aan opslaggeheugen, maar dat kan worden uitgebreid met een microSD-kaart tot een maximumcapaciteit van 32 GB. Het ontwerp van de S Duos doet erg veel denken aan die van de Galaxy S III, die allebei wat afgerondere hoeken en een plastic behuizing hebben. De telefoon is de dualsimversie van de originele Galaxy S, wat inhoudt dat er twee simkaarten in de telefoon passen.